# NGC 1047
NGC 1047 је лентикуларна галаксија у сазвежђу Кит која се налази на NGC листи објеката дубоког неба.
Деклинација објекта је - 8° 8' 50" а ректасцензија 2h 40m 32,8s. Привидна величина (магнитуда) објекта NGC 1047 износи 13,5 а фотографска магнитуда 14,4. NGC 1047 је још познат и под ознакама MCG -1-7-32, PGC 10132.